# Pseudaminobacter
Pseudaminobacter ist eine Gattung von Bakterien. Einige Arten sind von Interesse für die Behandlung von mit Arsen verseuchten Böden.

## Merkmale
Pseudaminobacter ist gram-negativ. Die Arten sind aerob, sie benötigen Sauerstoff. Der Stoffwechsel ist die Atmung, mit Sauerstoff als terminalem Elektronenakzeptor. Der Oxidase-Test und der Katalase-Test verlaufen beide positiv.

## Taxonomische Merkmale
Das dominierende Chinon ist das Ubichinon-10. Die wichtigsten Polyamine sind Spermidin, Sym-Homospermidin und Putrescin.
Die Gattung unterscheidet sich von der phylogenetisch eng verwandten Gattung Aminobacter durch das Vorhandensein von Spermidin und durch das Fehlen der Fettsäure 3-Hydroxydodecansäure, C12:0 (3OH).

## Systematik
Die Gattung wurde 1999 mit zwei Arten eingeführt, Pseudaminobacter salicylatoxidans und Pseudaminobacter defluvii. Die Gattung zählt zu der Familie Phyllobacteriaceae der Ordnung Hyphomicrobiales. Es folgt eine Liste einiger Arten:
- Pseudaminobacter arsenicus Mu et al. 2019
- Pseudaminobacter defluvii Kämpfer et al. 1999
- Pseudaminobacter granuli Hahn et al. 2019
- Pseudaminobacter manganicus Li et al. 2017
- Pseudaminobacter salicylatoxidans Kämpfer et al. 1999
- "Pseudaminobacter soli" Zhang et al. 2021

## Ökologie
Pseudaminobacter arsenicus wurde aus stark mit Arsen kontaminierten Grundwasser isoliert. Die Gesamtarsenkonzentration an Arsen der Probe betrug 532 µg pro Liter. Der Fundort lag in der Jianghan-Ebene in China. Es handelt sich um eine Schwemmebene im Mittellauf des Jangtse-Flusses. Das Grundwasser in einigen Gebieten der Jianghan-Ebene ist stark durch Arsen verunreinigt. Auch die Art P. soli wurde von mit Arsen verseuchten Boden isoliert.
Die Art P. granuli wurde aus Granulat isoliert, das in einer Abwasseraufbereitungsanlage in Korea verwendet wurde.

## Mögliche Nutzung
Verschiedene Stämme von Pseudaminobacter sind in der Lage, mit Atrazin zu wachsen und im Stoffwechsel zu nutzen. Atrazin ist ein Herbizid, welches in den Elektronentransfer bei der Photosynthese eingreift. In Deutschland wurden trotz des Anwendungsverbotes von Atrazin im Grundwasser Konzentrationen, die den Grenzwert der Trinkwasserverordnung  überschreiten, nachgewiesen. Pseudaminobacter wäre für den Abbau interessant. Andere Bakterien, die den Stoff abbauen können, sind z. B. Agrobacterium radiobacter, sowie Arten von Pseudomonas und Ralstonia.
Die Art Pseudaminobacter salicylatoxidans besitzt die Fähigkeit, Salicylsäure zu oxidieren. Salicylat wird u. a. für die Herstellung von Aspirin genutzt. Die Arten Pseudaminobacter arsenicus u. P. soli sind interessant für die Behandlung von mit Arsen verseuchten Böden.